# Autostrada A8 (Francja)
Autostrada A8, Prowansalka (fr. Autoroute A8, La Provençale) – autostrada w południowo-wschodniej Francji.
Arteria stanowi część przebiegu tras europejskich E74 oraz E80. Do lat 80. znajdowała się w ciągu trasy E1.

## Informacje ogólne
Autostrada A8 jest jedną z głównych autostrad Francji, stanowiącą odgałęzienie wschodnie autostrady A7 w kierunku Aix-en-Provence i Nicei. Stanowi też część połączenia południowej Francji z Włochami. Na większej części przebiegu autostrady istnieją trzy pasy ruchu w każdą stronę. Całkowita długość autostrady wynosi 224 km, długość odcinka płatnego wynosi ?? km. Operatorem odcinka płatnego jest firma Escota.
Punkty poboru opłat (fr. Gare de péage) znajdują się na każdym z wjazdów/zjazdów oraz na końcach płatnych odcinków.

## Przebieg trasy
A8 rozpoczyna się odgałęzieniem od A7 w okolicy miasta Coudoux, następnie biegnie na zachód, przecinając Prowansję. Omija od południa Aix-en-Provence, zbliżając się do wybrzeża Morza Śródziemnego w okolicy Cannes, które omija od północy. Autostrada kontynuuje bieg w kierunku północno-wschodnim, omijając Niceę i Monako. Odcinek od Nicei do włoskiej granicy biegnie już w bardzo górzystym terenie, stąd też na autostradzie występuje wiele tuneli. Samo przejście graniczne, zlokalizowane w okolicy Menton, również znajduje się w tunelu.

## Informacje dodatkowe
Odcinek A8 jest najstarszą francuską płatną autostradą, wybudowany przez najstarszego z francuskich operatorów autostradowych.